# Callirhoé
Callirhoé (título original en francés; en español, Calírroe) es una ópera (tragédie en musique) en un prólogo y cinco actos con música de André Cardinal Destouches y libreto de Pierre-Charles Roy, basada en una historia de La descripción de Grecia por Pausanias (véase Coreso). La ópera se estrenó en la Académie royale de musique, París el 27 de diciembre de 1712. Destouches retocó la partitura para una reposición el 22 de octubre de 1743. Esta versión acaba abruptamente con la muerte de Coreso.
Es una ópera poco representada en la actualidad; en las estadísticas de Operabase aparece con sólo una representación en el período 2005-2010.

## Personajes
| Personaje              | Tesitura     | Reparto del estreno       |
| ---------------------- | ------------ | ------------------------- |
| Callirhoé              | soprano      | Françoise Journet         |
| Agénor                 | haute-contre | Jacques Cochereau         |
| Corésus                | bajo         | Gabriel-Vincent Thévenard |
| La reine (Reina)       | soprano      |                           |
| Le ministre (Ministro) |              |                           |
| Victoire (Victoria)    | soprano      | Mlle Poussin              |
| Astrée (Astrea)        | soprano      | Mlle Heuzé                |

## Grabación
- Callirhoé (versión de 1743, sin prólogo) Stéphanie d'Oustrac, Cyril Auvity, João Fernandes, Le Concert Spirituel, dirigido por Hervé Niquet (Glossa, 2007)